# روبرت إل. سورتيس
روبرت إل. سورتيس (بالإنجليزية: Robert Surtees)‏ (و. 1906 – 1985 م) هو مصور سينمائي، ومصور أمريكي، ولد في كوفينغتون، توفي في مونتيري، مونتيري، كاليفورنيا، عن عمر يناهز 79 عاماً.

## جوائز وترشيحات
حصل على جوائز منها:
- جائزة الأوسكار لأفضل تصوير سينمائي ملون ‏، عن عمل: كنوز الملك سليمان
- جائزة الأوسكار لأفضل تصوير سينمائي أسود وأبيض ‏، عن عمل: السيئ والجميلة
- جائزة الأوسكار لأفضل تصوير سينمائي ملون ‏، عن عمل: بن هور

ترشح لـ:
- جائزة الأوسكار لأفضل تصوير سينمائي أسود وأبيض ‏، عن عمل: Thirty Seconds Over Tokyo [الإنجليزية]‏
- جائزة الأوسكار لأفضل تصوير سينمائي، عن عمل: صيف 42
- جائزة الأوسكار لأفضل تصوير سينمائي، عن عمل: آخر عرض صور
- جائزة الأوسكار لأفضل تصوير سينمائي، عن عمل: الخريج
- جائزة الأوسكار لأفضل تصوير سينمائي، عن عمل: اللدغة
- جائزة الأوسكار لأفضل تصوير سينمائي، عن عمل: ميلاد نجم
- جائزة الأوسكار لأفضل تصوير سينمائي، عن عمل: The Hindenburg (film) [الإنجليزية]‏
- جائزة الأوسكار لأفضل تصوير سينمائي، عن عمل: نقطة التحول
- جائزة الأوسكار لأفضل تصوير سينمائي، عن عمل: دكتور دوليتل
- جائزة الأوسكار لأفضل تصوير سينمائي ملون ‏، عن عمل: بن هور
- جائزة الأوسكار لأفضل تصوير سينمائي ملون ‏، عن عمل: كنوز الملك سليمان
- جائزة الأوسكار لأفضل تصوير سينمائي ملون ‏، عن عمل: Mutiny on the Bounty (1962 film) [الإنجليزية]‏
- جائزة الأوسكار لأفضل تصوير سينمائي ملون ‏، عن عمل: الوضع الراهن
- جائزة الأوسكار لأفضل تصوير سينمائي ملون ‏، عن عمل: أوكلاهوما
- جائزة الأوسكار لأفضل تصوير سينمائي أسود وأبيض ‏، عن عمل: السيئ والجميلة
- جائزة الأوسكار لأفضل تصوير سينمائي، عن عمل: Same Time, Next Year (film) [الإنجليزية]‏.

## وصلات خارجية
- روبرت إل. سورتيس على موقع IMDb (الإنجليزية)
- روبرت إل. سورتيس على موقع ألو سيني (الفرنسية)
- روبرت إل. سورتيس على موقع ميوزك برينز (الإنجليزية)
- روبرت إل. سورتيس على موقع أول موفي (الإنجليزية)
- روبرت إل. سورتيس على موقع قاعدة بيانات الأفلام السويدية (السويدية)
- روبرت إل. سورتيس على موقع قاعدة بيانات الفيلم (الإنجليزية)
- روبرت إل. سورتيس على موقع كينوبويسك (الروسية)